# Festival de la Cançó d'Eurovisió 1993
El XXXVIII Festival de la Cançó d'Eurovisió fou retransmès el 15 de maig de 1993 en Millstreet, Irlanda. La presentadora va ser Fionnuala Sweeney, i la victòria va ser per al representant d'Irlanda, Niamh Kavanagh amb la cançó "In Your Eyes".

## Final

Països participants.
Països que no van superar la ronda prèvia de clasisficació.
Països que hi van participar al passat però no el 1993.

| Núm. | País                              | Intèrpret(s)           | Cançó                      | Posició | Pts |
| ---- | --------------------------------- | ---------------------- | -------------------------- | ------- | --- |
| 01   | Turquia                           | Burak Aydos            | Esmer yarim                | 21      | 10  |
| 02   | Espanya                           | Eva Santamaría         | Hombres                    | 11      | 58  |
| 03   | Finlàndia                         | Katri Helena           | Tule luo                   | 17      | 20  |
| 04   | Països Baixos                     | Ruth Jacott            | Vrede                      | 6       | 92  |
| 05   | Regne Unit                        | Sonia                  | Better the devil you know  | 2       | 164 |
| 06   | Xipre                             | Zymboulakis & Van Beke | Mi stamatas                | 19      | 17  |
| 07   | Itàlia                            | Enrico Ruggeri         | Sole d'Europa              | 12      | 45  |
| 08   | Islàndia                          | Inga                   | Þá veistu svarið           | 13      | 42  |
| 09   | Àustria                           | Tony Wegas             | Maria Magdalena            | 14      | 32  |
| 10   | Bèlgica                           | Barbara Dex            | Iemand als jij             | 25      | 3   |
| 11   | Malta                             | William Mangion        | This time                  | 8       | 69  |
| 12   | Croàcia                           | Put                    | Don't ever cry             | 15      | 31  |
| 13   | Irlanda                           | Niamh Kavanagh         | In your eyes               | 1       | 187 |
| 14   | Portugal                          | Anabela                | A cidade                   | 10      | 60  |
| 15   | República de Bòsnia i Hercegovina | Fazla                  | Sva bol svijeta            | 16      | 27  |
| 16   | França                            | Patrick Fiori          | Mama Corsica               | 4       | 121 |
| 17   | Israel                            | Lahakat Shiru          | Shiru                      | 24      | 4   |
| 18   | Suïssa                            | Annie Cotton           | Moi, tout simplement       | 3       | 148 |
| 19   | Suècia                            | Arvingarna             | Eloise                     | 7       | 89  |
| 20   | Eslovènia                         | 1X Band                | Tih deževen dan            | 23      | 9   |
| 21   | Alemanya                          | Münchener Freiheit     | Viel zu weit               | 18      | 18  |
| 22   | Noruega                           | Silje Vige             | Alle mine tankar           | 5       | 120 |
| 23   | Luxemburg                         | Modern Times           | Donne-moi une chance       | 20      | 11  |
| 24   | Dinamarca                         | Tommy Seebach Band     | Under stjernerne på himlen | 22      | 9   |
| 25   | Grècia                            | Keti Garbi             | Ellada, hora tou photos    | 9       | 64  |